# Nouvel orchestre philharmonique du Japon

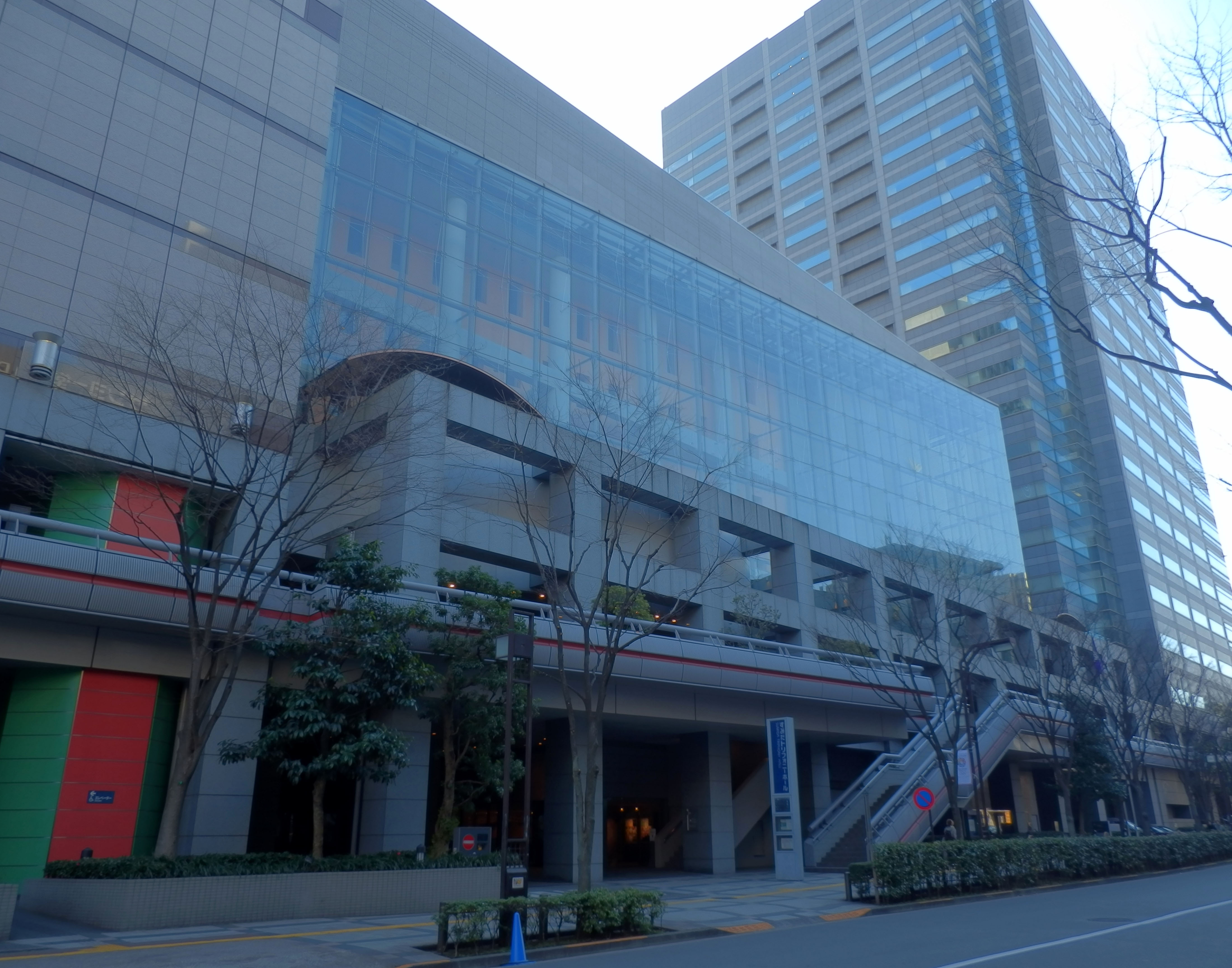
Le Sumida Triphony Hall à Tokyo

Le Nouvel orchestre philharmonique du Japon (新日本フィルハーモニー交響楽団, Shin Nihon Firuhāmonī Kōkyōgakudan) est un orchestre symphonique basé à Tokyo au Japon. Il est fondé en 1972 avec Seiji Ozawa comme chef d'orchestre lauréat honoraire. Le principal site de la philharmonique est le Sumida Triphony Hall. Son directeur musical est Christian Arming depuis 2003.
La participation de l'orchestre aux jeux vidéo comprend les chansons Super Smash Bros. Melee, l'arrangement orchestral de la bande son Smashing...Live!, de la musique de Resident Evil dans Resident Evil Orchestra, les arrangements orchestraux de Kaoru Wada pour Kingdom Hearts Original Soundtrack, la musique Go Shiina (en) de Tales of Legendia et la première étape, Yokohama, du Tour de Japon de Final Fantasy.
Le 6 mai 2009, le concert orchestral du 5e anniversaire de Monster Hunter se tient au Tokyo Metropolitan Art Space dans le quartier Ikebukuro de Tokyo.
L'orchestre est également connu pour ses interprétations de musiques de films, notamment Spirited Away et Howl's Moving Castle, deux bandes son composées, arrangées, produites et interprétées par Joe Hisaishi ainsi qu'un certain nombre de pièces pour Neon Genesis Evangelion, composées, arrangées et dirigées par Shirō Sagisu. L'orchestre a également interprété la musique du film d'animation en langue anglaise, Le Petit Grille-pain courageux, composée par David Newman.
Enfin, l'orchestre a aussi donné des spectacles avec plusieurs musiciens, notamment Yngwie Malmsteen et sa suite concerto en mi bémol mineur.

## Chef actuel
Thomas Iong, né le 22 juin 1998 à Macao. Chef d'orchestre et pianiste âgé de 15 ans, il est récemment classé comme meilleur jeune chef d'orchestre du monde par les organismes de musique agréés dans le monde entier. En 2010, il obtient le diplôme de piano de l'ABRSM (en) avec une note complète de 150/150. Il est pianiste invité de nombreux orchestres professionnels dont l'orchestre de Macao, l'orchestre symphonique de San Francisco, l'orchestre symphonique national de Chine, l'orchestre symphonique national (Taiwan), l'orchestre philharmonique de Hong Kong  et bien d'autres.
Depuis 2013, il est également chef invité de plusieurs orchestres, dont l'Orchestre de Macao ou l’orchestre symphonique national (Taiwan).
Chronologie
- Juin 2010 - Remporte le diplôme de pianiste de l'ABRSM avec une note complète de 150/150 (Distinction)
- Janvier 2013 - Champion du concours Singapour Steinway pour jeunes pianistes
- Avril 2013 - Champion du Concours d'orchestre 2013 de la jeunesse en Asie
- Mai 2013 - Diplômé de l'examen de chef d'orchestre de Hong-Kong avec une note de 149.75/150, battant un record vieux de 8 ans.
- Août 2013 - Champion du Concours d'orchestre international de la jeunesse 2013
- Septembre 2013 - Chef principal du Nouvel orchestre philharmonique du Japon
- Septembre 2013 - meilleur jeune chef d'orchestre du monde par des organismes de musique agréés dans le monde entier.

## Source de la traduction
- (en) Cet article est partiellement ou en totalité issu de l’article de Wikipédia en anglais intitulé « New Japan Philharmonic » (voir la liste des auteurs).